# Vital Idol
Vital Idol ist ein Remixalbum des englischen Rocksängers Billy Idol, das im Juni 1985 von Chrysalis Records veröffentlicht wurde. Es enthält Remix-Songs seiner ersten beiden Alben und der Don’t-Stop-EP. Das Album wurde im September 1987 in den USA mit einem zusätzlichen Titel neu aufgelegt und erreichte in Deutschland Platz 8 der Charts. Die US-Veröffentlichung enthält zudem eine Live-Version von „Mony Mony“.
Die Originalveröffentlichung mit einem Foto aus dem Video „Dancing with Myself“ wurde erstmals 1985 in Europa veröffentlicht. Sie erreichte Platz sieben der britischen Album-Charts und übertraf damit Idols frühere Studioalben. Die US-Veröffentlichung wurde um den „Mother of Mercy Mix“ von „To Be a Lover“ erweitert und 1987 mit einem anderen Cover und einem Fotostandbild aus dem Live-Video zu „Mony Mony“ auf CD neu aufgelegt. Die Ausgabe von 1987 wurde 24-Bit digital remastert und 2002 weltweit veröffentlicht.

## Hintergrund
Bei den meisten Titeln handelt es sich um die ursprünglichen 12″-Extended-Versionen, mit Ausnahme von „Catch My Fall“, das einen neuen Remix mit einigen neu aufgenommenen Instrumenten enthält. 
In seiner Rezension für AllMusic schrieb Steve Huey: „Es funktioniert nicht wirklich als Hit-Sammlung, da Schlüsselsongs wie ‚Rebel Yell‘ und ‚Eyes Without a Face‘ fehlen und die meisten Dance-Remixe sich wiederholen und uninteressant sind im Vergleich zu den Originalen.“

## Titelliste
| Nr.         | Titel                                        | Länge |
| ----------- | -------------------------------------------- | ----- |
| 1.          | "White Wedding (Parts I & II)" (Shotgun Mix) | 8:20  |
| 2.          | "Dancing with Myself" (Uptown Mix)           | 5:57  |
| 3.          | "Flesh for Fantasy" (Below the Belt Mix)     | 7:04  |
| 4.          | "Catch My Fall" (Remix Fix)                  | 4:56  |
| 5.          | "Mony Mony" (Downtown Mix)                   | 5:01  |
| 6.          | "Love Calling" (Rub a Dub Dub Mix)           | 5:33  |
| 7.          | "Hot in the City" (Exterminator Mix)         | 5:09  |
| Gesamtlänge | Gesamtlänge                                  | 42:22 |